# Arquitetura de São Carlos (São Paulo)
A arquitetura de São Carlos, cidade do interior de São Paulo, é caracterizada por diversas tipologias de edifícios e estilos. Em sua história, o binômio café-ferrovia teve importante papel modernizador. Atualmente, o patrimônio histórico de São Carlos possui um importante conjunto de edifícios, alguns tombados, além de uma política municipal de preservação.

## História

### Café, ferrovia e modernização

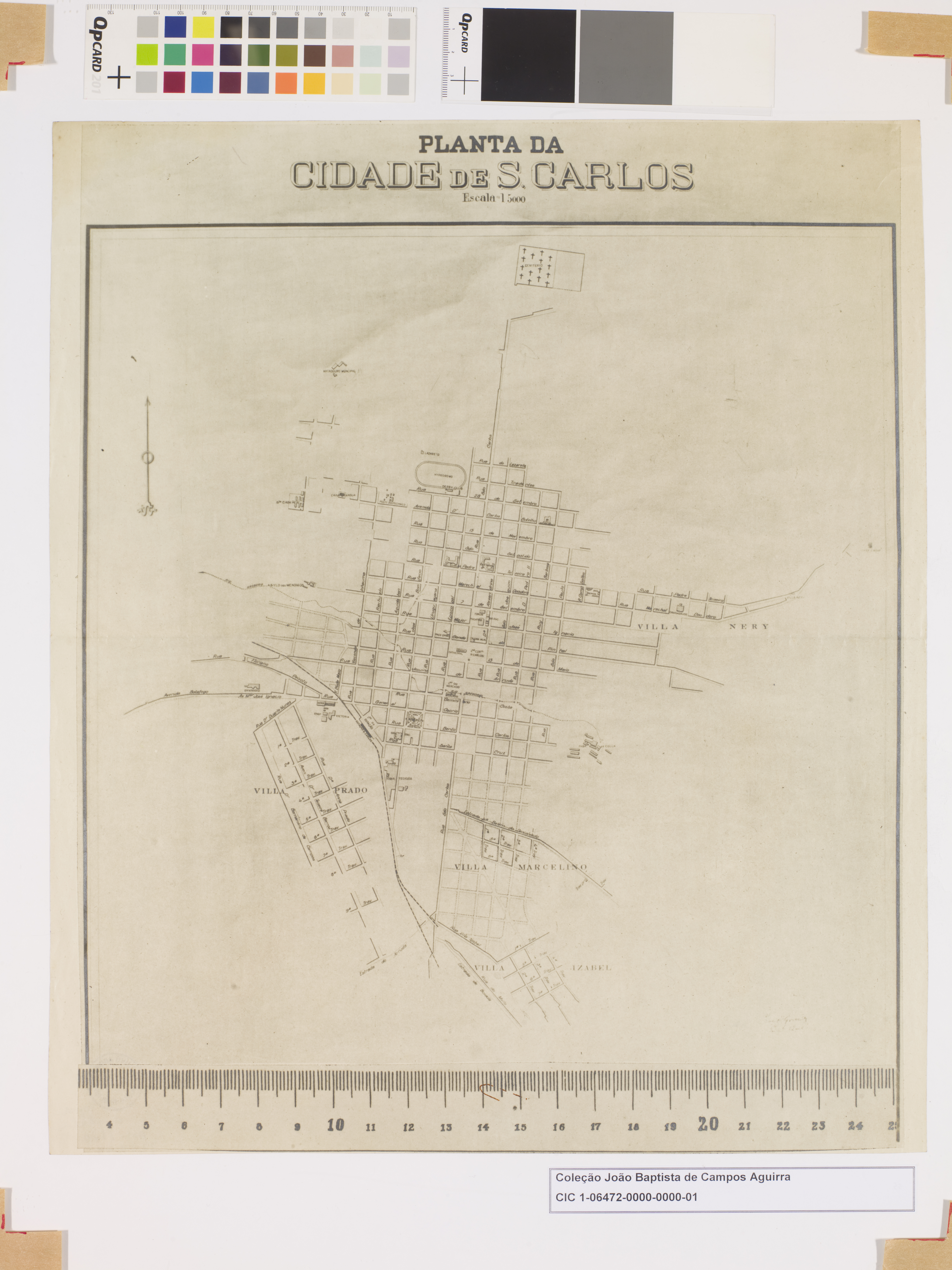
Mapa da cidade no início do século XX, mostrando o centro (1857) e os bairros Vila Nery (1889), Vila Izabel (1891), Vila Pureza (1891), Vila Prado (1893) e Vila Marcelino (1920).

Assim como em outras cidades do estado, a implantação da ferrovia por cafeicultores, em 1884, ligando a cidade ao trecho Jundiaí–São Paulo–Santos, teve importante papel, não só econômico, para o escoamento da produção de café, mas também na modernização arquitetônica da cidade. A integração com a capital tornou tal processo mais dinâmico e acelerado.

### Fazendas
No século XIX, as fazendas implantadas na região de São Carlos tinham inicialmente, como atividade econômica, a criação de gado e o plantio de cana, apresentando instalações para a produção de cachaça e açúcar (engenhos) e, usualmente, capelas. Mais tarde, com o cultivo de café, foram necessárias adaptações, como a construção de tulha, terreiros para secagem do café, casa de máquinas, além de, provavelmente, senzalas maiores para os escravos e casas para os colonos.
As primeiras sedes foram construídas com plantas, em geral, em "L". Eram usadas as técnicas de taipa de pau-a-pique (ou de mão), taipa de pilão, alvenaria de pedra (um regionalismo, devido à abundância do material) e, mais tarde, de tijolos. Os estilos eram vinculados à arquitetura rural paulista e mineira.

## Edifícios públicos e religiosos
Na área urbana, o aspecto da cidade no período anterior à ferrovia era acanhado e modesto. As atividades públicas, como o ensino, as funções legislativas e jurídicas, eram exercidas, inicialmente em residências adaptadas ou emprestadas, de estrutura inadequada.
Também os espetáculos teatrais ocorriam em instalações improvisadas, como residências de famílias, desde 1862. O primeiro estabelecimento projetado devidamente para tal finalidade foi o teatro Ypiranga, construído apenas em 1892.
Com a ferrovia em 1884 e uma crescente complexidade das relações urbanas, passou-se a prezar-se pelo adequação do planejamento das edificações aos diversos novos usos: lojas, repartições públicas, armazéns, fábricas, escolas, bancos, restaurantes, hotéis, etc. Surgiram, assim, no final do século XIX, os principais edifícios públicos da cidade, sendo a antiga Câmara Municipal, de 1884, o primeiro deles. No mesmo ano, foi também inaugurada a Estação Ferroviária, reformada em 1908, pelos irmãos Abel, Séttimo e Bruno Giongo (pai).
Em 1886, foi inaugurado o antigo Matadouro Municipal que, em parte, se mantém até hoje, tendo sido incorporado pelo câmpus da USP. Em 1888, foi construído o Lazareto dos Variolosos e, em 1907, próximo a ele, mais ao norte, o Hospital dos Lázaros da Vila Hansen. O prédio de Lazareto serviu de sede inicial para a Escola de Educação Física (EEFSC), em 1949. Já a Vila Hansen deixou de ser utilizada nos anos 1930. Quase nada mais resta do Lazareto e da Vila, localizados em áreas atualmente do São Carlos Clube e da USP, respectivamente.
O primeiro pavilhão da Santa Casa foi inaugurado em 1899, embora futuras reformas tenham modificado profundamente os prédios mais antigos. O Fórum e a Cadeia inicialmente ocupavam o mesmo prédio da antiga Câmara. A partir de 1900, foi construído um prédio próprio, localizado na mesma praça, utilizado como Câmara a partir de 1951.
Entre 1903 e 1907, foram construídos os dois pavilhões do Mercado Municipal, numa área de várzea, aterrada, à margem esquerda do córrego do Gregório. O edifício era inspirado no Les Halles. Nos anos 1960, seria construído o atual mercado, na margem direita do rio, onde antes era a praça Santo Dumont.
Em 1905, foi inaugurado o Posto Zootécnico Regional, um dos cinco do interior, estando Carlos Botelho à frente da Secretaria da Agricultura, Comércio e Obras Públicas do Estado. O Posto realizava exposições de animais, e incentivava o envolvimento dos fazendeiros locais com a pecuária. Com a ocupação da área original pela EESC em 1958, o Posto foi transferido para perto do Matadouro, recebendo sucessivas reformas e usos, até ser desativado.
Quanto aos estabelecimentos de ensino, até o início do século XX, no meio urbano, existiam apenas escolas isoladas no município, de tamanho diminuto. O primeiro Grupo Escolar, o Paulino Carlos, reunindo diversas salas, foi inaugurado em 1904. Em 1919, seria inaugurado o o segundo, o Grupo Escolar Eugênio Franco.
Em 1913, foi inaugurada a sede do Colégio São Carlos, em "estilo lombardo, calcado à arte moderna". Em 1916, foi inaugurado o novo prédio da Escola Normal, atual E. E. Álvaro Guião, um dos poucos edifícios da cidade a incorporar elementos construtivos e espaciais do art nouveau.
Concebido em 1884, o Teatro Ypiranga, o primeiro da cidade, foi inaugurado apenas em 1892. Renomeado Teatro São Carlos em 1902, foi demolido nos anos 1970. Outros locais para espetáculos, que também exibiam filmes cinematográficos, foram o Teatro Polytheama (1912) e o Teatro Colombo (que teve duas sedes, no largo São Benedito, sendo que a última, dos anos 1920, foi renomeada Cine São José).
Por muito tempo, São Carlos teve apenas um templo católico, de certa forma precário. A capela de madeira, de 1856, foi refeita no mesmo material em 1873. Em 1886, tendo sido anunciada uma segunda visita episcopal, e procurando evitar novamente o vexame de serem repreendidos pelo bispo de São Paulo, os católicos ricos providenciaram a construção de um novo templo para a igreja matriz, em tijolos. No entanto, este ainda seria considerado um elemento "destoante" dos elaborados casarões, e o templo, que já era sé episcopal desde 1908, seria novamente reformado em 1918. Assim, a fachada foi refeita, avançando até a avenida; construiu-se uma nova torre com relógio, coberta por uma pirâmide oitavada; e introduziram-se janelas maiores. Em 1949, a igreja foi demolida, para a construção do atual edifício.
Fora a igreja matriz, havia também algumas modestas capelas antigas, erguidas por moradores, com escassos recursos: a capela de São Benedito (erguida entre 1890 e 1897, substituída pela atual igreja nos anos 1950); a de Santa Izabel (1898); a de São Sebastião (século XIX); a de Santa Cruz (1877, demolida); a do cemitério Nossa Senhora do Carmo (c. 1921, cujos fundos eram também usados como necrotério, foi demolida na segunda metade do século XX); a capela São Vicente de Paulo, do Asilo Dona Maria Jacinta (1922). e a segunda capela de São Benedito, na Vila Pureza.
Enfim, o aumento da complexidade das atividades urbanas estava alinhado ao espírito modernizador, propiciando condições para novos tipos de edifícios. Imitando centros maiores, buscava-se o progresso, o conforto e as novidades tecnológicas, evitando-se lembranças de um passado considerado antiquado.

## Moradias urbanas
A chegada da ferrovia em 1884 teve impactos não apenas nos edifícios públicos, mas também nas moradias urbanas. O trem tornou disponível o uso de novos materiais, importados, e trouxe grandes contingentes de imigrantes europeus, em especial italianos, com novas técnicas construtivas.
As novidades construtivas foram adotadas mais rapidamente pela elite cafeeira, nos entornos da Catedral, do que pelas menos abastadas e populares, que ocupavam a região entre a baixada do Mercado e a Estação Ferroviária.
No período do final do Império ao início da República, a legislação sanitarista teve também uma grande influência nos modos de morar, com casas mais iluminadas e ventiladas.

#### Estilos
No período, muitos fazendeiros trocaram suas residências rurais pelas urbanas. No entanto, suas velhas moradias na cidade, erguidas ainda sob a influência da arquitetura tradicional, colonial, estavam ultrapassadas, logo, vários fazendeiros do café (ex., Conde do Pinhal, Bento Carlos, Major José Inácio) resolveram construir novas moradias, que identificavam-se com o estilo do ecletismo.
Dentre os vários grupos estilísticos do ecletismo, estas construções de São Carlos enquadram-se mais como manifestações neo-renascentistas do que neoclássicas.
No tocante às moradias populares (também chamadas em alguns contextos de casas operárias), com a chegada dos imigrantes, proliferava-se um novo tipo chamado de "casas de italianos". Eram pequenas construções térreas, alinhadas à calçada, às vezes geminadas, sempre com entrada lateral, com duas ou três janelas na fachada e telhado arrematado com platibanda. Foram erguidas até os anos 1930 na cidade.
A partir do início do século XX, tornou-se comum, entre a elite cafeeira e a emergente classe burguesa, constituída por imigrantes enriquecidos, a casa urbana inteiramente isolada no lote, inspirada quase sempre no "estilo francês".
Quanto ao art nouveau, foi um estilo pouco expressivo na cidade, manifestando-se quase apenas em ornamentações. Já o neocolonial foi bastante comum, em especial na sua forma "simplificada", a partir dos anos 1920 até a década de 1940. Sua difusão se deu, em grande parte, devido à atuação de profissionais diplomados que estavam em contato com os debates sobre arquitetura ocorridos na capital.
Desde os anos 1930, o art déco e a arquitetura moderna foram sendo gradualmente adotados. A partir dos anos 1950, a instalação da EESC/USP e a vinda de engenheiros e arquitetos propiciou a disseminação do estilo moderno.

## Períodos
A história da moradia urbana em São Carlos, do início do povoamento até o final da década de 1930, pode ser dividida em três períodos, embora com limites pouco delimitados: o primeiro, marcado pela arquitetura tradicional (anos 1850 a 1880); o segundo período, pelas manifestações ecléticas de influência europeia (1880 a 1914); e o terceiro, pelo neocolonial nacionalista (1914 a 1930).
I. Anos 1850 a 1880
- Predomínio da arquitetura tradicional (colonial)[43]
- Partido arquitetônico (disposição): colonial, com uso da taipa, telha colonial com beirais, ambientes internos enfileirados e mal iluminados. Sala de visitas na frente, com janelas no alinhamento da rua e, em seguida, um corredor ladeado de quartos confinados (alcovas). Nos fundos, o ambiente de refeições ("varanda alpendrada") e a cozinha, além do quintal e a "casinha" (banheiro isolado).[43]
- Na época em que começaram a ser providas instalações sanitárias nos banheiros, foi comum aglutinar não apenas a latrina e a banheira, mas também a cozinha. Desta maneira, era possível obter água quente nos banheiros, a partir dos fogões a lenha.[43]
- Encerramento com a ferrovia: adoção de novos materiais, técnicas e partidos arquitetônicos.[43]

II. Anos 1880 a 1914
- Predomínio do Ecletismo europeu, em especial o francês.[44]
- Resquícios da arquitetura tradicional: edifícios erguidos no alinhamento da rua.[44]
- Dois tipos de programas de moradia. Primeiro, o francês, que proporcionava independência na circulação entre as três zonas da residência (estar, repouso e serviço), por meio de um novo cômodo, o vestíbulo. Foi comum nas residências de classes ricas ou em ascensão. Segundo, o tradicional, no qual, para se atingir as áreas de estar ou repouso, era preciso atravessar a de serviço. Foi comum entre as classes média e proletária.[44]
- Novas exigências visando a higiene introduziram ambientes insolados e ventilados, por meio de recuos laterais e frontais.[44]
- A entrada passou a ser feita por um corredor lateral, solução comum nas "casas de italianos".[36]
- O programa diferia pouco do partido arquitetônico colonial. No entanto, nas casas mais ricas, foi introduzido o gabinete, um cômodo na frente, ao lado da sala de visitas.[44]
- Em alguns casos, inspirados no "estilo francês", as residências eram completamente soltas no lote, com telhados movimentados, beirais com frontões rendilhados em madeira, e plantas-baixas articuladas.[44]
- No final do século XIX, ocorreu um processo de gentrificação do centro, com a demolição de inúmeros casebres e cortiços, e a criação de quatro bairros periféricos para a população pobre: a Vila Nery (1889), Vila Izabel (1891), Vila Pureza e Vila Prado (1893).[45]

III. 1914 aos anos 1930
- Com a Primeira Guerra em 1914 e as dificuldades de importação, o estilo neocolonial foi introduzido gradativamente. Representava, entretanto, uma mudança mais formal do que programática, pois a articulação dos ambientes era muito parecida com a das "casas francesas" do período anterior.[42]
- Entre as novidades, estiveram: a edícula, uma área de serviço nos fundos, usada para acomodar os empregados; e a copa, que substituiu os usos da sala de jantar e de visitas.[42]
- A partir dos anos 1920, na arquitetura paulista, entre os jardins frontais e a rua, surgiram terraços, servindo de área de lazer e convívio. Em alguns casos, já havia um afastamento lateral, usado de garagem para o automóvel.[46]

IV. Anos 1930 em diante
- Na década de 1930, surgiu o art déco e as primeiras manifestações da arquitetura moderna em São Paulo. Em São Carlos, estes estilos foram introduzidos lentamente, enquanto o ecletismo neocolonial continuou muito comum até o final dos anos 1940.[42]
- A partir dos anos 1950, com a intensa urbanização e o desenvolvimento técnico no Estado de São Paulo, passaram a predominar construções modernas.[46]
- Nos anos 1960, o setor de comércio e serviços ainda era relativamente pouco desenvolvido na cidade, levando a população a recorrer, muitas vezes, a cidades vizinhas, como Araraquara e Ribeirão Preto. Na década de 1970, o setor passou por uma diversificação e consolidação, em especial no centro da cidade. Isso alterou significativamente o uso e ocupação do solo dessa área, na qual se iniciava, também, a verticalização.[47] Houve a substituição intensa de moradias por atividades comerciais e de serviços,[48] desbalanceando o antigo uso misto da região central.
- A partir dos anos 1980, as demolições de imóveis antigos se intensificaram.[49] O desenvolvimento do setor bancário no período levou à aquisição e demolição de alguns importantes casarões do centro.[50]

## Materiais e técnicas construtivas
I. Paredes
- Aparentemente, a taipa de pilão não foi usada na cidade, entretanto, seu emprego foi comum em várias fazendas de café da região. Por sua vez, há indícios de que a madeira e a taipa de pau-a-pique foram muito usadas em São Carlos. Com a popularização do tijolo, este passou a substituir o pau-a-pique nas paredes externas e, mais tarde, também nas internas.[51][52]
- Em São Carlos não havia barro de boa qualidade, o que era um limitante para o uso de tijolos. Com a ferrovia em 1884, foi possível o transporte de tijolos vindos de Batovi e Santa Gertrudes, além de materiais importados, saídos de São Paulo. Além de novos materiais, a ferrovia facilitou a introdução de técnicas mais sofisticadas. Os antigos taipeiros e carpinteiros passaram a ser substituídos por pedreiros e construtores, em sua maioria italianos.[53]

II. Ornamentação
- Com relação à ornamentação, a ferrovia permitiu o surgimento de duas classes, junto ao emprego da alvenaria: os ornamentos em mármore ou ferro fundido, importados e mais nobres; e os artefatos decorativos em cimento e areia,[54] que vinham inicialmente, em sua maioria, de São Paulo e Piracicaba.[55] Eram moldados na própria argamassa ou com o uso de formas.[56]
- Durante a Primeira Guerra Mundial, a importação de materiais se tornou muito cara, o que impulsionou as indústrias caseiras, oficinas e manufaturas. Neste cenário, os artefatos decorativos em cimento e areia, mais baratos e agora com produção local, passaram a substituir o mármore e o ferro.[54]
- Posteriormente, nos anos 1960, com o predomínio do estilo modernista, as ornamentações caíram em desuso, reaparecendo, entretanto, na forma de revival nos anos 1990.[57]

III. Pavimentos
- No caso dos pavimentos, as casas mais humildes tinham pisos de tijolos ou terra batida, ou ainda, assoalhos assentados diretamente no solo.[51]. A partir dos anos 1920, tornou-se comum o uso de ladrilhos hidráulicos em áreas de grande circulação ou que exigem lavagens constantes (cozinhas, banheiros, corredores, calçadas). Nos aposentos nobres (salas e quartos), as famílias de maior posse usavam assoalhos de madeira, mármore ou granito artificial.[58]
- Nos anos 1960, os ladrilhos hidráulicos, de produção quase artesanal, passaram a ser substituídos por pisos de cerâmica, elaborados industrialmente.[59]

## Profissionais
A primeira geração de profissionais (construtores, empreiteiros ou mestres-de-obras) foi constituída por estrangeiros, vindos principalmente da Itália no final do século XIX. A segunda geração era constituída por filhos de estrangeiros radicados na cidade, diplomados com o grau de engenheiro-arquiteto em escolas da capital paulista.

## Códigos de posturas e higienização
As mudanças arquitetônicas ao longo dos períodos apresentados não foram influenciadas apenas por questões estéticas ou técnicas. Até o início do século XX, eram comuns casas singelas, sem ornamentações. Apresentavam telhados com beiral, janelas de guilhotina com vidros pequenos ou com folhas cegas, e pisos pouco elaborados. Tais construções, entretanto, representavam problemas de higiene e salubridade, como baixa iluminação e ventilação, sendo substituídas com a "modernização" higiênica, apoiada em novos códigos de posturas.

## Tipologias
De acordo com o partido arquitetônico e o tipo de fachada, podem ser identificadas as seguintes categorias principais de imóveis históricos no Brasil: casas de "porta e janela", de "meia morada" e de "morada inteira", dentre outras.
Por outro lado, tendo como critérios os extratos sociais e o recorte histórico, podem-se identificar as seguintes categorias para as moradias do período cafeeiro (do início do povoamento até o final dos anos 1930):
I. Moradias da elite cafeeira (anos 1880 ao início do século XX)
- Volume: construções grandes, frequentemente assobradadas.[65]
- Implantação no lote: moradias erguidas no alinhamento das esquinas de imensos lotes.[65]
- Programa arquitetônico: a disposição interna dos ambientes era em geral do tipo "francês", mas às vezes, tradicional (ver acima).[65]
- Outras características: representando uma demonstração de prestígio e poder, tais moradias tinham linhas clássicas, com frontais sobre as janelas, bossagens nas paredes externas, platibanda com frontões triangulares, etc. A localização era de preferência nas quadras próximas à igreja.[65]

II. Moradias populares (início do povoamento aos anos 1930)
- Volume: prismático, em geral.[66]
- Implantação no lote: edifícios construídos no alinhamento da calçada, sobre lotes estreitos.[66]
- Programa: eram moradias pouco complexas, mas devido a limitações econômicas, e não por imposições culturais — era entre as próprias classes populares que se encontravam os profissionais envolvidos na construção do edifícios ecléticos dos mais ricos. Prevalecia o partido tradicional, com um corredor ladeado por quartos, muitas vezes interligados. Eram comum também quartos se abrindo para a sala de visitas (à frente) ou de jantar (nos fundos, junto à cozinha). A sala de visitas podia dividir a largura do lote com um quarto ou alguma atividade comercial.[66] O banheiro ficava nos fundos, às vezes isolado, segundo a tradição. Reformas trouxeram o banheiro para dentro da casa. A principal mudança, após a ferrovia, foi a transferência da entrada, da fachada frontal para corredores laterais, os quais, em geral, eram descobertos. Apenas em casas mais ricas um alpendre cobriria este acesso lateral.[67]
- Outras características:
  - Foi frequente a substituição dos beirais por platibanda, em geral apenas na fachada principal, provavelmente devido à legislação; janelas de abrir envidraçadas ou do tipo guilhotina eram usadas, sendo substituídas, mais recentemente, pelas de correr, de ferro.[66]
  - Algumas "casas de chácara" também se enquadram nesta categoria. No entanto, apesar do amplo espaço do lote, as dimensões da construção e a solução programática eram semelhantes às dos outros exemplares de moradias populares, também devido a restrições econômicas.[68]
  - As "casas de italianos", como já descrito, tinham alinhamento à calçada, entrada lateral, com duas ou três janelas na fachada e telhado arrematado com platibanda.[36][69]
  - As moradia dos negros, nos bairros periféricos no período pós-abolição, podiam ter planta retangular ou quadrada, apresentando de um a quatro cômodos.[70] A ocupação do lote muitas vezes era solta, lembrando os kraals africanos, com vastos quintais.[71] Eram técnicas e materiais recorrentes a taipa de mão, a madeira e o adobe (e, mais tarde, o tijolo baiano e a argamassa de cimento). Os telhados usavam telhas cerâmicas, e não apresentavam platibanda. Janelas e portas eram feitas com tábuas. O piso era de terra batida, sendo posteriormente substituída por tijolo, pedra ou cimento ("vermelhão") e, mais recentemente, piso cerâmico.[72]

III. Residências de classe média (início do século XX a 1914)
- Geral: estão aqui incluídas as moradias de fazendeiros não dedicados exclusivamente à cafeicultura, além de imigrantes enriquecidos com as atividades urbanas.[73]
- Implantação no lote: construções executadas no alinhamento da calçada, mas com afastamentos laterais. Às vezes, estão presentes afastamentos frontais, ou mesmo, em alguns casos, as moradias são completamente isoladas no lote.[73]
- Programa: predominou o programa da arquitetura tradicional, com um corredor ladeado de quartos. Às vezes, os quartos se abrem para a sala de visitas ou de jantar. Surgiu o gabinete ou escritório. Cozinha e banheiro permaneceram quase sempre juntos. Mais tarde, surgiu a copa, aproximando a sala de jantar e a de visitas. Foi comum o uso de alpendre, em estrutura de ferro e com telhas de vidro, para cobrir o acesso principal.[73]
- Estilos: o art nouveau teve manifestações superficiais na decoração, em ornatos de argamassa, gradis e portões. O "estilo francês" esteve presente, de forma mais expressiva, na residência do Major José Inácio, projetada por Ramos de Azevedo.[73]

IV. Moradias do período pós-Primeira Guerra Mundial (1914 aos anos 1930)
- Geral: com o início da Primeira Guerra, o país passou por dificuldades financeiras, e a importação de materiais de construção foi interrompida. Isto forçou a adoção de novas soluções, com o uso de materiais nacionais, o que favoreceu a difusão de uma nova forma de ecletismo, o neocolonial. No caso de São Carlos, prevaleceu o "neocolonial simplificado". Telhados se tornaram mais movimentados, e adotou-se a telha francesa. Beirais, forrados de estuque ou não, foram comuns, assim como paredes externas de tijolo à vista. Nas fachadas, eram usadas jardineiras sob as janelas, além de relevos ornamentais em faixas de argamassa,[74] cunhais de pedra, etc.[75]
- Programa: a maior liberdade, já presente nas construções do período anterior, isoladas no lote, teve continuidade. Abandonou-se o uso do corredor central, em favor da "sala-praça". Não havia mais uma preocupação forte com a separação de zonas. Banheiro e cozinha continuaram juntos, exceto em sobrados. A copa se firmou no período, e surgiu a edícula, para empregados, no fundo do quintal. Entretanto, em alguns casos, ainda era comum,  o "porão habitável" ou um quarto ao lado da cozinha. Gabinete, ou escritório, foi mantido, mas em novas localizações. Introduziu-se também um pequeno hall de entrada. O alpendre era indispensável, com formas variadas (pequeno ou longo, com telhado independente ou não), sempre precedido por uma pequena escada, devido ao porão. Era contornado por ornamentos, como balaústres ou elementos vazados em meia-lua.[74]

## Políticas de preservação
Na década de 1980, teve início o tombamento de alguns bens, como a Fazenda Pinhal, nas esferas federal ou estadual (pelo Iphan e Condephaat). Nos anos 2000, a exemplo de outras cidades, foram elaborados instrumentos municipais de proteção do patrimônio de São Carlos. Dentre eles, esteve o estabelecimento, no Plano Diretor de 2005, de uma área "Poligonal de Interesse Histórico", onde foram definidos limites especiais de altura para novos edifícios (9 metros). Foi elaborada também, ainda em 2005, uma lista com cerca de 200 "imóveis de interesse histórico" (IDIH), catalogados após levantamentos da Fundação Pró-Memória de São Carlos (FPMSC), os quais recebem descontos de IPTU como forma de incentivo à sua conservação. Em 2006, uma lei passou a exigir a autorização prévia de reformas dentro da Poligonal ou dos IDIH, por parte da FPMSC e do Comdephaasc.
Outras iniciativas foram a instalação de serviços públicos em imóveis IDIH; o projeto "Percursos", de 2009, voltado à educação patrimonial; e os primeiros tombamentos na esfera municipal (pelo Comdephaasc), também em 2009.
Não obstante tais políticas, alguns imóveis históricos, parte deles na lista de IDIH, encontram-se hoje abandonados, ou mesmo acabaram demolidos recentemente, notavelmente:
- R. Dona Alexandrina, 969 (casa de Euclides da Cunha, demolida em 2010)[77]
- R. Nove de Julho, 1206 (demolido em 2014)[78]
- R. Sete de Setembro, 2145 a 2171 (demolidos em 2015)[79][80][81]

## Seleção de bens históricos
Os quadros a seguir apresentam uma seleção de bens históricos da cidade, categorizados em função do uso original do imóvel, e descritos de modo sumário. Para uma lista mais completa, veja Lista de bens históricos de São Carlos.

### Fazendas
| Imóvel                            | Ano     | Descrição | Estilo         | Projeto                        | Proteção legal                                | Logradouro                                                |
| --------------------------------- | ------- | --- | -------------- | ------------------------------ | --------------------------------------------- | --------------------------------------------------------- |
| Fazenda Pinhal                    | c. 1830 | A fazenda, propriedade de Antônio Carlos de Arruda Botelho, o Conde do Pinhal, um dos fundadores do município, teve o início de sua construção por volta de 1830, em taipa de pilão. Em 1863, após o casamento do conde com Anna Carolina de Mello Oliveira, a fazenda passou a contar com jardins e um pomar. Uma das poucas construções remanescentes do período açucareiro, a fazenda passou a servir à produção de café a partir dos anos de 1880. Possui, ainda hoje, o terreiro, a tulha e a senzala. Pertence a descendentes da família Arruda Botelho. | Rural paulista | n.c.                           | Condephaat (1981), Iphan (1987), FPMSC (2012) | SPA-149 (Estrada do Broa), km 4,5                         |
| Fazenda São Joaquim               | c. 1850 | Aberta por volta de 1850, por Joaquim José de Abreu Sampaio, pai de Bento de Abreu Sampaio Vidal (um dos fundadores de Marília) e de Joaquim Botelho de Abreu Sampaio (herdeiro da fazenda, casado com a filha de Paulino Carlos de Arruda Botelho). Possui características da arquitetura tradicional, e ornamentos ecléticos, com frisos e cimalhas. Pertence ainda hoje à família Botelho de Abreu Sampaio. | n.c.           | n.c.                           | n.c.                                          | SPA-149 (Estrada do Broa), km 6                           |
| Fazenda Santa Eudóxia             | 1874    | A fazenda foi adquirida por volta de 1869, por Francisco da Cunha Bueno, numa negociação intermediada por Jesuíno de Arruda, em terras da antiga sesmaria de Eleutério Furquim de Campos. Sua sede foi concluída em 1874, e abrigou a família de Cunha Bueno, além da de seu sobrinho, Alfredo Ellis. A fazenda foi a maior produtora de café da região no final do século XIX. A sede foi construída em taipa de mão (pau a pique), com tramas feitas de paus roliços amarrados com cipós, sobre fundação de pedra. Possui aspecto austero, com poucos ornamentos, e foi erguida à meia encosta, constituindo-se em sobrado à frente e casa térrea ao fundo. A fachada assobradada possui um alpendre de madeira, enquanto ao fundo estão os jardins, área que era de uso exclusivo dos proprietários. | Rural Mineira  | n.c.                           | Comdephaasc (em tomb.)                        | Estrada Abel Terrugi, km 17/18, Distrito de Santa Eudóxia |
| Fazenda Santa Maria do Monjolinho | 1889    | A fazenda, originada na sesmaria do Monjolinho, teve suas terras adquiridas em 1856, por José Inácio de Camargo Penteado. Após sua morte, seu filho, Theodoro Leite de Almeida Penteado, o Theodorinho, irmão do major José Inácio, iniciou a construção da nova sede da fazenda, concluída em 1889. Em 1904, após uma crise financeira, foi adquirida por Cândido de Souza Campos, irmão de Ernesto de Sousa Campos, pertencendo hoje a descendentes da família. | Ecletismo      | Pietro David Cassinelli (A, E) | Condephaat (2016), Comdephaasc (em tomb.)     | SP-215, km 158                                            |
| Fazenda Canchim                   | c. 1880 | Implantada no século XIX, a Fazenda Canchim teve sua sede construída antes de 1880. Pertencia ao Coronel Marcolino Lopes Barreto (1862-1932) cafeicultor e político. Com a crise econômica após 1929, a fazenda foi entregue ao Banco do Brasil para o pagamento de dívidas. Posteriormente, a área foi assumida pelo Ministério da Agricultura, o qual estabeleceu ali uma estação experimental. Em 1974, a estação tornou-se uma unidade da Embrapa. | n.c.           | n.c.                           | n.c.                                          | SP-310, km 234                                            |

Outras fazendas históricas:
- Fazenda São Roberto (c. 1870), da família Camargo[97][98][99]
- Fazenda Santa Francisca do Lobo, ou "Solar de Botelha" (1876), de Carlos Botelho[100][101][102]

### Edifícios religiosos
| Imóvel                                    | Ano     | Descrição | Estilo                       | Projeto                                               | Proteção legal                  | Logradouro                                   |
| ----------------------------------------- | ------- | --- | ---------------------------- | ----------------------------------------------------- | ------------------------------- | -------------------------------------------- |
| Igreja Presbiteriana                      | 1893    | Os primeiros cultos presbiterianos em São Carlos datam de 1893, no Sítio do Monjolinho. Em 1877, havia uma sala de cultos na área urbana, e em 1893, ocorreu a construção do atual edifício, cujo primeiro culto se deu em 1901. Em 1928, teve início a construção da torre e do pavilhão da igreja. | Neogótico                    | n.c.                                                  | IDIH (2005)                     | Rua Dona Alexandrina, 1478                   |
| Igreja São Sebastião                      | 1924    | A primeira capela dedicada a São Sebastião localizava-se originalmente na quadra da atual Escola Álvaro Guião, tendo seu cruzeiro sido erguido em 1877 pelos jesuítas Mantero e Servanzi. Entretanto, em 1890, em um temporal, uma faísca causou o incêndio do madeiramento da capela. Em 1910, com a revolução republicana em Portugal, chegou à cidade um grupo de jesuítas que inicialmente se instalou na residência episcopal (esquina das 13 de Maio e D. Pedro II). Mais tarde, iniciaram a construção de um novo templo e um convento no local atual, lá habitando entre 1914 e 1915. A igreja foi inaugurada em 1924. Em 1932, o patrimônio da igreja foi assumido pelos passionistas. Em 1938, foram construídas as duas naves laterais. Nos anos 1940, foi inaugurado o relógio e o carrilhão. Em 1972, a igreja tornou-se paróquia, desmembrando-se da Catedral. Em 1986, foram concluídas as pinturas internas. | n.c.                         | Germano Fehr (C)                                      | Comdephaasc (2012), IDIH (2005) | Av. Dr. Carlos Botelho, 2371                 |
| Igreja Santo Antônio                      | 1943    | A pedra fundamental da igreja foi lançada em 1943, pelo bispo Dom Gastão, recebendo as primeiras celebrações em 1949. Entre 1962 e 1963, foi realizada a ornamentação interna, pelo artista austríaco Hartwig Karl Unterberger. | Neocolonial                  | Durval Duarte (E)                                     | Comdephaasc (2009), IDIH (2010) | Praça Pe. Roque Pinto de Barros, s/n         |
| Assembleia de Deus                        | 1945    | A Igreja Evangélica Assembleia de Deus - Ministério de Madureira de São Carlos foi fundada em 1935 na Vila Nery. Em 1945, foi inaugurado seu primeiro templo, no centro, com recursos vindos dos Estados Unidos. Em 2005, um novo edifício foi construído, na rua Treze de Maio. O edifício da rua Conde do Pinhal é um dos mais antigos exemplares pentecostais da cidade, e nele funcionou também um orfanato. | n.c.                         | n.c.                                                  | n.c.                            | Conde do Pinhal, 1703                        |
| Santuário de N. S. Aparecida da Babilônia | c. 1944 | Segundo a tradição local, entre 1860 e 1870, no mês de agosto, após um grande incêndio na área rural, foi encontrada uma imagem de Nossa Senhora da Conceição Aparecida intacta, em uma árvore. Logo, ergueu-se uma capela, que resistiu até meados de 1920. Em seguida, teve início a construção da atual igreja, que foi interrompida, sendo retomada em 1944. | Neocolonial                  | n.c.                                                  | Comdephaasc (em tomb.)          | Rodovia D. Paulo Lauro (SP 215), km 136      |
| Cúria Diocesana e Capela N. S. das Graças | 1948    | A Cúria abriga os departamentos de administração da diocese, além do arquivo diocesano, com documentos desde o século XIX. A Capela possui em seu teto pinturas do casal Maak, de 1961. Ficam ao lado do atual Palácio Episcopal. | Ecletismo; Moderno americano | n.c.                                                  | IDIH (2005)                     | Rua Nove de Julho, 1515                      |
| Catedral de São Carlos Borromeu           | 1956    | O local abrigou a antiga capela de São Carlos, originalmente em madeira (1856), depois em tijolos (1886). Em 1908, a matriz foi elevada a catedral. Em 1918, a torre arredondada seria substituída por outra de base quadrada. Em 1946, a antiga catedral seria demolida. O atual templo foi construído entre 1946 e 1956. | Ecletismo                    | Emanuel Gianni (E), Ernfrid Frick, Lafael Petroni (E) | IDIH (2005)                     | Praça Dom José Marcondes Homem de Mello, s/n |
| Igreja São Benedito                       | 1956    | O local abrigou o primeiro cemitério público da cidade, entre 1857 e 1882. Com a inauguração da estação ferroviária nas proximidades, em 1884, houve a necessidade de se remodelar a área. Em 1890, o sacristão João Antonio Xavier, procurador da Irmandade São Benedito na igreja matriz, que congregava membros da comunidade negra, solicitou à Câmara a cessão da área da antiga necrópole. Com patrocínio do tenente Julio de Salles, além da comunidade italiana, que cedeu o mestre construtor Domingos Marra, teve início a construção de uma capela. Entretanto, pela carência de recursos, a obra foi interrompida, sendo retomada em 1892, com os empenhos de Benedicto José Gomes, o "Benedito Monjolo", ex-escravo da nação Monjolo que pedia auxílios de porta em porta, além do tenente Vicente Cabral. Inaugurada em 1897, ainda inacabada, o largo da igreja seria ajardinado apenas em 1918. Em 1955, o antigo templo foi demolido, dando lugar ao atual em 1956. Os trabalhos do forro em madeira foram executados por Nicola Gonçalves e outros quatro marceneiros. Já os ladrilhos hidráulicos do piso foram feitos na fábrica dos irmãos Casale. | n.c.                         | n.c.                                                  | n.c.                            | Rua General Osório, 510                      |
| Igreja N. S. de Fátima                    | 1966    | Projetada em 1966, a igreja possui uma acústica privilegiada, além de uma modulação estrutural marcante. | Moderno                      | Gastão de Castro Lima (A)                             | n.c.                            | Rua Dona Maria Jacinta, 40                   |

### Edifícios públicos
Nesta categoria, estão os edifícios públicos em sentido amplo, incluindo aqueles institucionais, não necessariamente governamentais.
| Imóvel                                                                              | Ano       | Descrição | Estilo                       | Projeto                                                        | Proteção legal                                             | Logradouro                                                                   |
| ----------------------------------------------------------------------------------- | --------- | --- | ---------------------------- | -------------------------------------------------------------- | ---------------------------------------------------------- | ---------------------------------------------------------------------------- |
| Câmara Municipal, Fórum e Cadeia                                                    | 1883      | Primeiro edifício público de São Carlos, foi construído em 1883 pelo empreiteiro Attilio Picchi, abrigando a Câmara, Fórum e Cadeia. Demolido em 1926, construiu-se no local uma pérgola. | n.c.                         | Attilio Picchi (C)                                             | n.c.                                                       | Largo Municipal, atual Praça Coronel Salles                                  |
| Matadouro Municipal                                                                 | 1886      | Inaugurado em 1886, o antigo Matadouro Municipal, em parte, se mantém até hoje, tendo sido incorporado pelo câmpus da USP (Bloco E de Salas de Aula). Havia uma linha de bondes que chegava até o edifício. Um pouco mais ao norte, às margens do rio Monjolinho, havia também o curtume dos irmãos Crnkovic, montado em 1914, o qual durou por 60 anos. | n.c.                         | n.c.                                                           | n.c.                                                       | Dr. Carlos Botelho, 1465 / Av. Trabalhador São-Carlense, 400                 |
| Irmandade da Santa Casa de Misericórdia                                             | 1894-99   | Construída em terreno doado pelo Major Manoel Antônio de Mattos, a Santa Casa passou por sucessivas expansões: o segundo pavilhão em 1927, pavilhão das crianças em 1929, dois pavilhões anexos em 1954-55. | Ecletismo; Art déco; Moderno | Samuel Malfatti (E), Attilio Picchi (C)                        | n.c.                                                       | Rua Paulino Botelho, s/n                                                     |
| Loja Maçônica Eterno Segredo Residência Camargo                                     | s. XX     | O casarão foi adquirido pela Loja Maçônica Eterno Segredo em 1933, que para lá se mudou em 1934. Passou por diversas reformas nos anos 1960, 1970 e 2000. | Ecletismo                    | n.c.                                                           | IDIH (2005)                                                | Rua Episcopal, 1554                                                          |
| Câmara Municipal – Ed. Euclides da Cunha Fórum e Cadeia                             | 1900      | De 1901 a 1951, o edifício foi fórum, cadeia pública, e sede do destacamento policial. Desde 1952, abriga a Câmara. | Ecletismo francês            | Victor Dubugras (A)                                            | IDIH (2005), Comdephaasc (em tomb.), Condephaat (em tomb.) | Rua Sete de Setembro, 2078                                                   |
| E. E. Paulino Carlos                                                                | 1905      | A construção do prédio, iniciada em 1901, foi supervisionada em seu primeiro ano por Euclides da Cunha. Inaugurado em 1905, foi o primeiro Grupo Escolar da cidade. Segue o projeto-padrão chamado "1901 - 10 Classes - Avaré", do belga José Van Humbeeck. | Ecletismo                    | Van Humbeeck (A, E), Euclides da Cunha (S), Seraphim Corso (C) | IDIH (2005), Condephaat (2010), FPMSC (2012)               | Rua Dona Alexandrina, 1087                                                   |
| E. E. Eugênio Franco                                                                | 1906-9    | Concebido para abrigar a Escola Normal Complementar Conde do Pinhal, projeto esse nunca efetivado. Abrigou, a partir de 1911, a Escola Normal Secundária e, após a 1916, uma escola modelo. Em 1919, foi denominada Segundo Grupo Escolar, recebendo seu nome atual mais tarde. | Ecletismo                    | n.c.                                                           | IDIH (2005), Comdephaasc (em tomb.), Condephaat (em tomb.) | R. José Bonifácio, 675                                                       |
| CDCC/USP Società Dante Alighieri                                                    | 1908      | Construído em 1908, abrigou uma sociedade de italianos do norte da Itália (fundada em 1902), sendo reformado em 1921, com a adição do segundo pavimento. Nos anos 1950, abrigou a EESC/USP e, nos anos 1980, foi instalado o CDCC. | Ecletismo                    | n.c.                                                           | IDIH (2005), Comdephaasc (em tomb.), Condephaat (em tomb.) | Rua Nove de Julho, 1227                                                      |
| Colégio São Carlos                                                                  | 1912      | O Colégio, fundado em 1905, funcionou antes em outras duas sedes. | "Lombardo"; Moderno          | n.c.                                                           | n.c.                                                       | Rua Episcopal, 1859                                                          |
| E. E. Álvaro Guião Escola Normal                                                    | 1916      | Criada em 1911, a Escola Normal funcionou temporariamente no prédio da atual escola Eugênio Franco. Entre 1913 e 1916, foi construída a sede definitiva, seguindo projeto padrão do Estado, em área cedida pela Mitra Diocesana, onde antes havia uma capela dedicada a São Sebastião. Em 1939, a escola foi renomeada Instituto de Educação Doutor Álvaro Guião. | Ecletismo; Art nouveau       | Carlos Rosencrantz (A)                                         | Condephaat (1985), IDIH (2005)                             | Av. São Carlos, 2190                                                         |
| Biblioteca Amadeu Amaral Piscina Municipal                                          | 1934      | O prédio abrigou, de 1940 aos anos 1980, a Piscina Municipal; de 2012 a 2017, a Pinacoteca Municipal; e desde 2017, a Biblioteca. | Neocolonial                  | n.c.                                                           | IDIH (2016)                                                | São Joaquim, 735                                                             |
| IURD ABASC                                                                          | c. 1941   | A Associação Beneficente dos Alfaiates de São Carlos (ABASC) foi criada em 1939, por um grupo liderado por Carmine Botta, Antonio Talarico Filho e Albano Ferro. O local onde a associação funcionava desde 1941 foi adquirido com ajuda de firmas atacadistas de São Paulo. Logo, ampliaram-se as instalações, mantendo o padrão arquitetônico do prédio original. Em 1959, as atividades da ABASC foram estendidas para todos os são-carlenses. Em 2003, com a crise da categoria, o prédio foi vendido à Igreja Universal do Reino de Deus, demolindo-se a parte mais antiga do imóvel, e reformando-se as restantes. | n.c.                         | n.c.                                                           | IDIH (2005)                                                | Rua Jesuíno de Arruda, 2259                                                  |
| São Carlos Clube – Sede Avenida                                                     | 1948      | Criado em 1944 a partir da fusão de outros dois clubes, o São Carlos Clube teve sua sede inaugurada em 1948, em área do antigo Clube Comercial. | Ecletismo; Neoclássico       | Lafael Petroni (E), Theodoro Fehr (E)                          | IDIH (2005)                                                | Av. São Carlos, 1919                                                         |
| Sindicato dos Ferroviários                                                          | anos 1940 | Foi sede central do Sindicato dos Operários Ferroviários, primeira entidade de classe reconhecida oficialmente no Brasil, em 1932. Mais tarde, se uniu à Liga Operária de Rio Claro, formando o Sindicato dos Operários Ferroviários da Companhia Paulista. As atividades foram transferidas para Campinas, em 1941. Logo, o prédio se tornou uma das subsedes do sindicato. | Art déco                     | n.c.                                                           | IDIH (2005)                                                | Rua Bento Carlos, 663                                                        |
| Creche Anita Costa                                                                  | 1948      | Projetado para a assistência infantil, o edifício abrigou inicialmente, entretanto, o Tiro de Guerra até 1955. Nos dois anos seguintes, a creche dividiu espaço com os militares, que inauguraram uma sede própria em 1958. Desde 1966, a creche abriga também a Biblioteca Infantil Monteiro Lobato. Na lateral direita, há uma fonte com água vinda da antiga Biquinha, hoje desativada. Na lateral esquerda, funciona um posto do Corpo de Bombeiros. | Neocolonial                  | n.c.                                                           | IDIH (2010)                                                | Rua Conde do Pinhal, 1549                                                    |
| Correios e Telégrafos                                                               | 1950      | O local abrigou originalmente o casarão de esquina de Joaquim José de Abreu Sampaio (anos 1870), além do primeiro estúdio do fotógrafo Filémon Pérez (anos 1890). Mais tarde, por volta de 1890, Joaquim construiria outra residência ao lado, atual banco Santander. A casa de esquina foi demolida em 1949 para construção dos Correios, enquanto a outra residência serviu de Palácio Episcopal, de 1908 até sua demolição em meados do século XX. O estilo do atual edifício, o art déco, foi comum entre as agências dos Correios durante a Era Vargas.                                                             | Moderno; Art déco            | n.c.                                                           | IDIH (2005)                                                | Rua Episcopal, 1457                                                          |
| Grêmio Recreativo e Familiar Flor de Maio                                           | 1953      | Fundado em 1928 por um grupo de trabalhadores da CPEF, o Flor de Maio é uma marco da comunidade negra local. A atual sede teve sua pedra fundamental lançada em 1948, constando como endereço oficial da entidade em 1953. | n.c.                         | n.c.                                                           | Comdephaasc (2011)                                         | Rua Padre Teixeira, 1733                                                     |
| Instituto Cultural Ítalo-Brasileiro Società Meridionale Uniti Vittorio Emanuele III | c. 1953   | Em 1900, foi fundada a Società Meridionale Uniti Vittorio Emanuele III, que reunia imigrantes do sul da Itália. Durante a Segunda Guerra, teve suas atividades suspensas. Após o conflito, a sociedade passou a ser administrada juntamente com a Dante Alighieri. Em 1953, o edifício da sociedade foi doado ao Instituto Cultural Ítalo-Brasileiro (ICIB), que construiu um novo prédio no local. | n.c.                         | n.c.                                                           | n.c.                                                       | Rua General Osório, 1094                                                     |
| Associação Nipo-Brasileira de São Carlos                                            | 1954      | Em 1949, foi fundada a Associação Esportiva Tijuco Preto, que lançou a pedra fundamental de sua sede em 1954. Em seguida, foi adotado o nome Associação Esportiva e Cultural Nipo-Brasileira de São Carlos. Com o movimento dekassegui, a sede foi fechada em 1998, sendo reativada apenas em 2010, como Associação Cultural e Esportiva Nipo-Brasileira de São Carlos (ACENB). | n.c.                         | n.c.                                                           | n.c.                                                       | Rua Napoleão Geminiano, 129                                                  |
| Fórum Criminal                                                                      | 1959      | O local do atual Fórum abrigou antes o Casarão Mattos, residência do major Manoel Antônio de Mattos, construída por seu sogro, major João Baptista de Arruda, por volta de 1870. No Casarão, funcionou por muitos anos a sessão jurídica da cidade e, depois, um parque infantil ligado ao serviço de saúde existente no imóvel vizinho, atual Procuradoria do Estado. | Ecletismo; Romano            | DOP/SP                                                         | IDIH (2005)                                                | Rua Conde do Pinhal, 1959, 2061                                              |
| PESC                                                                                | 1976      | Com cerca de 700 animais de 106 espécies e áreas de vegetação nativa, o Parque Ecológico Dr. Antônio Teixeira Vianna foi fundado em 1976. No passado, abrigou a Piscina Municipal do Espraiado, foi local de captação de água, e também estande de tiro, do Tiro de Guerra. | n.c.                         | n.c.                                                           | n.c.                                                       | SCA-010 (Estrada Guilherme Scatena), km 2                                    |
| SENAC São Carlos Escola Comercial Samuel Augusto de Toledo                          | 1976      | A Escola Comercial do SENAC funcionou, originalmente, na rua Conde do Pinhal (1951), depois na 13 de Maio (1955). Em 1976, foi inaugurada a atual sede. Nos anos 1980, a escola seria renomeada Centro de Desenvolvimento Profissional, e passaria por algumas reformas. Nos anos 2010, ocorreram novas mudanças. | Moderno                      | Leon Diksztejn (A)                                             | n.c.                                                       | R. Episcopal, 700                                                            |
| Secretaria de Educação Casa da Cultura                                              | 1982      | Construída originalmente como Casa da Cultura Prof. Vicente Camargo, foi sede da Biblioteca Amadeu Amaral (1991-2017), e hoje abriga a Secretaria de Educação. | Moderno                      | Benno Michael Perelmutter (A), Marciel Peinado (A)             | IDIH (2005)                                                | Rua Treze de Maio, 2000                                                      |
| Terminal Rodoviário Paulo Egydio Martins                                            | 1982      | Construída como parte do projeto de ampliação e interligação dos terminais do interior, da Secretaria de Transporte do Estado. Possui grandes estruturas e superfícies de concreto aparente, características do brutalismo paulista. | Brutalismo paulista          | Benno Perelmutter                                              | n.c.                                                       | Rua Jacinto Favoretto, 777                                                   |
| Museu de Pedra                                                                      | 2008      | O Museu de Pedra Tinho Leopoldino foi construído em pedra-ferro por artesãos do próprio distrito, em estilo que remete à arquitetura tradicional. | Revivalismo                  | n.c.                                                           | n.c.                                                       | Rui Barbosa, s/n x Rua Coronel Joaquim Cintra s/n, Distrito de Santa Eudóxia |
| Teatro Municipal                                                                    | 2008      | Inaugurado em 1969, o Teatro Municipal Dr. Alderico Vieira Perdigão foi fechado em 2003 para reformas. Após uma profunda reforma, com apoio da Petrobrás e projeto do escritório Piratininga, foi reinaugurado em 2008. | Moderno                      | Escritório Piratininga (A)                                     | n.c.                                                       | Rua Sete de Setembro, 1735                                                   |

### Edifícios comerciais
Estão incluídos aqui, também, alguns imóveis de uso misto, isto é, comercial e residencial.
| Imóvel                                              | Ano          | Descrição | Estilo                 | Projeto         | Proteção legal | Logradouro                                     |
| --------------------------------------------------- | ------------ | --- | ---------------------- | --------------- | -------------- | ---------------------------------------------- |
| Soares Camargo S.A. Casa Bancária                   | 1890         | A Casa Bancária de São Carlos, fundada em 1890 pelo Conde do Pinhal, foi o primeiro estabelecimento do tipo na cidade, localizado nos fundos de sua residência. Atualmente, o edifício é usado como escritório comercial. | n.c.                   | n.c.            | IDIH (2005)    | Rua Major José Inácio, 2056                    |
| Lajotec Ltda. Sobrado Gabriel Gagliardi             | 1895         | Típico sobrado do século XIX, com o uso simultâneo por habitação e comércio. O térreo, originalmente, abrigava um armazém atacadista. Abrigou o Hotel União no início do século XX. | n.c.                   | n.c.            | IDIH (2005)    | Rua General Osório, 333, 335, 337, 341, 345    |
| Armazém Cultura                                     | c. 1898      | Originalmente um armazém de secos e molhados, foi adquirido pela Prefeitura nos anos 2000. Possui características da arquitetura tradicional paulista, como ausência de platibanda e janelas em guilhotina, além de traços de arquitetura eclética posterior nas cimalhas, frisos e ornamentações. | Tradicional; Ecletismo | n.c.            | n.c.           | Rua Bela Cintra, 77, Distrito de Água Vermelha |
| Bom Prato Docelândia                                | s. XIX       | Remanescente da arquitetura comercial do século XIX, localiza-se na mais tradicional rua de comércio da cidade até o final do século XX. Abrigou, nos anos 1960, a Cooperativa da Companhia Paulista de Estradas de Ferro (Companhia dos Ferroviários). Anos depois, foi sede de um clube dos ferroviários, e depois, uma loja de doces. Em 2014, foi instalado o restaurante Bom Prato, do governo estadual. | Ecletismo              | n.c.            | IDIH (2005)    | Rua General Osório, 505                        |
| SIM Taco de Ouro                                    | n.c.         | Um dos primeiros edifícios de uso misto na cidade, com apartamentos e comércio, foi sede da Academia de Bilhar Taco de Ouro, da rede Everest e do Banco Econômico. Adquirido pela Prefeitura nos anos 2000, é sede dos Serviços Integrados do Município (SIM). Possui uma cúpula sobre a entrada principal na esquina, além de rica ornamentação, como colunatas, frisos e platibanda. | Ecletismo              | n.c.            | n.c.           | Rua Major José Inácio, 2114                    |
| Residência João Villari – Loja Seriedade e Barateza | n.c.         | Imóvel térreo de uso misto, abrigava uma joalheria e relojoaria, além de residência. | Ecletismo              | n.c.            | IDIH (2016)    | Rua Aquidaban, 274 x General Osório, 30        |
| Alfaiataria Galucci                                 | n.c.         | O sobrado pertenceu ao alfaiate Eugênio Galucci, cujo estabelecimento ocupava o andar térreo, enquanto o superior era utilizado como residência. Com uma fachada rica em ornamentação, destacam-se o balcão e a estátua de águia sobre a platibanda. | Ecletismo              | n.c.            | IDIH (2016)    | Rua General Osório, 457                        |
| Busfácil Banco Comind                               | início s. XX | Construído no início do século XX para a agência do Banco Comércio e Indústria de São Paulo (Comind), do comendador Antônio da Silva Prado. Anteriormente, existiu no terreno um casarão que foi utilizado para reuniões da Câmara e como sede do Partido Conservador, além de ter abrigado o armazém de secos e molhados Empório São Carlos, onde funcionava um posto do Banco do Brasil. O prédio atual foi sede do Comind, da Caixa Econômica Federal e, após vários anos fechado, passou a ser utilizado como loja de bilhetagem de ônibus em 2017 | Ecletismo              | n.c.            | IDIH (2005)    | Av. São Carlos, 1781                           |
| Hotel Accacio                                       | c. 1900      | Fundado por imigrantes portugueses, o prédio foi reformado em 1919, passando a dispor de 50 quartos com água encanada. Em 1934, foi inaugurado o restaurante Gruta Azul. A partir de 1960, o hotel foi arrendado para uma rede hoteleira. | n.c.                   | n.c.            | IDIH (2005)    | Av. São Carlos, 1981                           |
| Palácio do Comércio – ACISC Loja do Povo            | c. 1900      | Unindo uso comercial e residencial, o edifício foi sede da Loja do Povo, de tecidos. Nos anos 1930 e 1940, abrigou a agência do Banco do Brasil. Dos anos 1940 aos 1990, nele funcionou a Selaria Dagnone, de artigos de couro. Nos anos 2000, tornou-se sede da Associação Comercial e Industrial (ACISC) | Ecletismo              | n.c.            | IDIH (2005)    | Rua General Osório, 401                        |
| Sobrado Medeiros                                    | c. 1920      | Origianalmente, o piso superior do sobrado servia de residência, enquanto o inferior era utilizado como comércio, tendo abrigado o Bar Selecto, onde morreram assassinados em duelo o prefeito Elias Augusto de Oliveira Salles (1883-1937) e o padeiro Vicente Celli. | Ecletismo              | n.c.            | IDIH (2005)    | Rua Sete de Setembro, 2053, 2057               |
| Cine São Carlos Polytheama                          | 1976         | O local abrigou diversos cinemas ao longo do século XX: Polytheama, Progresso e São Paulo. Em 1976, foi inaugurado o Cine Studio (I e II), da Cinematográfica Affonso, que funcionou até os anos 1990. Em 2009, o edifício foi adquirido pela Prefeitura, sendo reinaugurado como Cine São Carlos. | n.c.                   | n.c.            | n.c.           | Rua Major José Inácio, 2154                    |
| De Santis Fernandes                                 | anos 1970    | Edifício caracterizado por uma casca de concreto armado, com volumes organizados de uma forma dinâmica, num jogo de cheios e vazios. Vedações de vidro, tijolo e concreto armado. | Brutalismo paulista    | Decio Tozzi (A) | IDIH (2005)    | Rua Episcopal, 2005                            |

### Edifícios industriais e correlatos
Nesta categoria, incluem-se edifícios de arquitetura industrial, isto é, vinculados à industrialização, não necessariamente fábricas.
| Imóvel                                            | Ano     | Descrição | Estilo    | Projeto                          | Proteção legal                                         | Logradouro                                                   |
| ------------------------------------------------- | ------- | --- | --------- | -------------------------------- | ------------------------------------------------------ | ------------------------------------------------------------ |
| Estação Cultura Estação Ferroviária de São Carlos | 1884    | O edifício original possuía fachada de tijolos à vista, influência dos ingleses que construíram a estrada de ferro. Em 1908, houve uma reforma, com ampliação do piso superior e elaboração de ornamentos ecléticos, feita por três irmãos italianos: Abel, Séttimo e Bruno Giongo (este último, pai do construtor Bruno Giongo Filho). Além do prédio da Estação em si, eram parte do complexo antigos armazéns (a noroeste, em alvenaria aparente, de 1895) e oficinas de manutenção (ao sul, demolidas). Havia também, ao norte, a Forjaria CIAR, demolida nos anos 1960 para a construção do viaduto Quatro de Novembro. Cerca de uma dezena de outras estações foram construídas no município. A estação de São Carlos operou até 2001, quando ocorreu o fim do transporte de passageiros. Na década de 2000, passou a abrigar o Museu de São Carlos e a Fundação Pró-Memória. Em 2012, recebeu uma Maria Fumaça, anteriormente exposta na Praça Brasil. | Ecletismo | Cia. Rio Clarense; Irmãos Giongo | IDIH (2005), Comdephaasc (2016), Condephaat (em tomb.) | Praça Antonio Prado, s/n                                     |
| UHE do Monjolinho e Subestação da CPE             | 1893    | A cidade dispõe de energia elétrica e iluminação pública desde 1893, com a construção da Usina Hidrelétrica Monjolinho, a primeira do estado, no rio Monjolinho. A distribuição era feita pela Companhia Luz Electrica de São Carlos, adquirida em 1907 pela Companhia Paulista de Eletricidade (CPE). Está última, por sua vez, foi comprada em 1973 pela CPFL. A usina foi desativada em 1995, mas reinaugurada em 2002, e conta com um museu. Na área urbana, havia uma Subestação da CPE, localizada na rua Marechal Deodoro, 2168, demolida nos anos 2000. | n.c.      | n.c.                             | n.c.                                                   | Estrada municipal São Carlos-Ibaté, km 7                     |
| Agência da ECT Serraria Giongo                    | c. 1900 | Das primeiras décadas do século XX até meados dos anos 1940, a produção industrial de São Carlos foi composta por um quinteto básico de serrarias, fábricas de adubo, pregos, tecelagem e lápis. O complexo original da serraria de Abel Giongo, fundada em 1897, possuía três galpões em alvenaria aparente, além de um pátio e o prédio da serraria, contígua à casa da família. Outro galpão adjacente, mais a leste, que pertencia à Companhia de Armazens Geraes e à Brazilian Warrant (cujos inscritos podem ser lidos ainda hoje na fachada), construído entre 1908 e 1910, foi depois incorporado à serraria. A empresa funcionou até 1991. O galpão leste abriga hoje a agência da ECT; os centrais são estacionamentos; e a serraria abrigou a pizzaria Prima Luna e hoje é um buffet infantil. Outros armazéns e galpões importantes da cidade: - Serraria Santa Rosa: fundada em 1911 por Francisco Ferreira, vice-cônsul de Portugal. Foi demolida nos anos 1990, é o atual Jaú. - Pavilhão Exposhow: a área do antigo Hipódromo da Felicíssima, até a década de 1910, engloba atualmente as àreas da Exposhow e do CDHU. No local, foram construídos grandes armazéns, possivelmente pela Cia. de Armazens Geraes, nos anos 1910, ou pela CPEF nos anos 1920. Na crise dos anos 1930, houve a prática da queima de café nestes "armazéns reguladores". Chamados de "Armazens Regulares de café da Companhia Paulista de Estradas de Ferro" nos anos 1940, depois "Armazém de São Carlos" da CEAGESP, o complexo foi desativado em 1993. Foi cedido à prefeitura, que inaugurou em 2007 o Centro de Convenções e Exposições Oscar Ferreira, também chamado Pavilhão Exposhow. | n.c.      | n.c.                             | IDIH (2005)                                            | Rua General Osório, 38, 102 / Rua Vinte e Quatro de Maio, 10 |
| Engenho Victoria                                  | 1904    | Construído em 1904, o Engenho Victoria era uma indústria de beneficiamento de café e arroz, e pertencia à exportadora E. Johnston & Company, e depois, ao italiano Alexandre Masci. Contava com armazéns, escritórios e uma chaminé. Foi demolido em 1949. | n.c.      | George Krug (A)                  | n.c.                                                   | Rua Vinte e Quatro de Maio, s/n / Rua Cândido Padim, s/n     |
| Antiga Fábrica de Tecidos Magdalena               | 1911    | A Fábrica de Tecidos Magdalena (também referida como Fiação e Tecidos Santa Magdalena ou "Tecidão") foi fundada em 1911, pelos imigrantes Silvério Ignarra Sobrinho (italiano) e Germano Fehr (suíço), sendo propriedade da Companhia Industrial São Carlos. Foi adquirida no Rio de Janeiro e transferida para a cidade, e fazia parte do mesmo grupo financeiro que a Companhia Agricola Immobiliaria Brazil, proprietária de fazendas que plantavam algodão. Possui um grande paredão de tilojos à vista ao longo da rua José Bonifácio, mas sua entrada era na rua Aquidaban, próximo à linha do trem. Mantinha uma vila operária perto da fábrica, o "Beco da Magdalena", na rua Santa Cruz. Sua atividade deu impulso às indústrias de vestuário local. Após uma crise, foi absorvida, em 1916, por um grupo empresarial gaúcho e renomeada Companhia Fiação e Tecidos São Carlos. Em 1957, a seção de tecelagem foi inativada, restando apenas a de fiação. Desativada por completo nos anos 2000, passou por um incêndio em 2014. Em 2018, após reformas, foi inaugurada uma startup no local. | n.c.      | Germano Fehr (C)                 | IDIH (2010)                                            | Rua Aquidaban, 4 / Rua José Bonifácio, s/n                   |
| Garagem dos bondes                                | c. 1914 | A primeira empresa de bondes, puxada a burros, começou a operar na cidade em 1895, mas foi interrompida por um surto de febre amarela. A segunda empresa, de bondes elétricos, começou a operar em 1914, pela Companhia Paulista de Eletricidade (CPE), que adquiriu bondes da Société Franco-Belge. Em dezembro de 1961, chegou ao fim o contrato com a CPE, que não tinha mais interesse nesse tipo de atividade. O transporte coletivo passou a ser feito exclusivamente sobre rodas. Havia três linhas, 1. Cemitério/Estação, 2. Ginásio/Santa Casa, 3. Vila Nery/Estação. Um dos bondes foi preservado por muitos anos na praça das Piscina Municipal, e transferido em 2010 para o Balão do Bonde. Outro veículo, em perfeitas condições, foi encontrado em 2006, numa fazenda próximo a Santa Eudóxia. A garagem dos bondes ficava na Vila Nery, e esteve de pé até os anos 2000. No quarteirão adjacente à garagem, a oeste, ficava uma propriedade do antigo Tênis Clube. | n.c.      | n.c.                             | n.c.                                                   | Rua Campos Salles, s/n / Rua Padre Teixeira, s/n             |
| Parque da Chaminé Fábrica Facchina                | 1914    | Fábrica organizada em 1914 por Carlos Facchina, imigrante italiano, juntamente com sua família e um sócio, Michelle Giometti. As Indústrias Carlos Facchina produziam adubos, cola e sabão. O complexo possuía uma dezena de galpões, sendo desativado nos anos 1950. Atualmente, resta apenas a chaminé e uma caixa d'água. Até a década de 2010, subsistia também um escritório (R. Bento Carlos, 1070), demolido. Em 2015, a chaminé passou por um restauro. | n.c.      | n.c.                             | n.c.                                                   | Av. Comendador Alfredo Maffei, s/n                           |
| Indústrias Giometti Fábrica Progresso             | 1928    | Michelle Giometti, imigrante, chegou ao Brasil em 1890, em Campinas. Seu cunhado, Pietro Maffei, viria para a mesma cidade, onde instalou uma olaria. Michelle mudou-se para São Carlos e em 1897 abriu uma oficina de veículos. Com o falecimento de Pietro, sua esposa, Giorgia Giometti Maffei mudou-se para São Carlos com os treŝ filhos: Alfredo, Ítala e Josephina. Giorgia abriu uma colchoaria, Ítala um ateliê de costura, e Josephina passou a lecionar na Dante Alighieri. Em 1914, Michelle Giometti fundou com dois sócios a "Sociedade Industrial e Commercial de S. Carlos Facchina, Giometti e Picchi", que atuava em vários ramos (colas, adubos, etc.), tendo Alfredo Maffei como representante comercial. Em 1923, Luigi Picchi deixou a sociedade, e em 1928, Carlos Facchina. Assim, surgiu a fábrica Progresso, de Michelle, fabricando pregos, arames e peneiras. Tendo como sócios Michelle Giometti, Alfredo Maffei e Antonio Lobbe, foi depois renomeada S/A Miguel Giometti e, em 1941, S.A Indústrias Giometti, sendo a indústria mais antiga em atividade na cidade. Possui duas unidades na Episcopal, entre as ruas General Osório e Santa Cruz. | n.c.      | n.c.                             | IDIH (2005)                                            | Rua Episcopal, 901/961                                       |
| Faber-Castell Lápis H. Fehr                       | c. 1930 | A Lápis H. Fehr foi fundada em 1926 por Germano Fehr (1865-1942), imigrante suíço construtor e, posteriormente, capitalista, responsável por diversos empreendimentos industriais (como a Fábrica de Tecidos Magdalena e uma fábrica de ladrilhos e artigos de cantaria, ambas em 1911; uma fábrica de móveis em 1912; e a Fiação e Tecelagem Germano Fehr em 1937) e seu cunhado, o mecânico dinamarquês Fritz Johannsen. Incentivado por Fehr, Johannsen viajou a seu país em 1925, visitando diversas fábricas de lápis, as quais desenhou e conseguiu reproduzir no Brasil. Quando da abertura da fábrica, a primeira do ramo na América Latina, eram empregados 60 funcionários. Eram sócios Fehr, Johannsen e Bento Carlos, dentre outros. Em 1930, a alemã Johann Faber, maior exportadora mundial de lápis na época, ameaçou instalar uma fábrica em São Carlos. Logo, Fehr e seus sócios abriram mão do controle da empresa e se associaram à alemã. Fritz Johannsen, em 1941, tentou montar outra fábrica de lápis, sem sucesso. Em 1997, a razão social foi mudada para A. W. Faber-Castell. Nos anos 2000, a produção foi gradualmente transferida do centro para outra unidade mais recente, chamada "Cedrinho". Quanto ao antigo prédio, construído entre 1930 e 1970, cogitou-se transformá-lo num shopping ou mesmo em uma nova sede da prefeitura. No presente, encontra-se inativo. | n.c.      | n.c.                             | n.c.                                                   | Rua José Bonifácio, 420 / Rua Primeiro de Maio, 61           |

### Edifícios residenciais
| Imóvel                                                               | Ano       | Descrição | Estilo                             | Projeto                            | Proteção legal                                             | Logradouro                                                 |
| -------------------------------------------------------------------- | --------- | --- | ---------------------------------- | ---------------------------------- | ---------------------------------------------------------- | ---------------------------------------------------------- |
| Pensionato das Irmãs de Jesus Crucificado Primeiro Palácio Episcopal | c. 1880   | Um dos mais antigos edifícios da cidade, possui arquitetura singela, com platibanda e alguns ornamentos ecléticos. Foi a primeira residência episcopal, em 1908, sendo depois cedida a um grupo de jesuítas em 1910, os quais construíram a igreja São Sebastião. Abrigou o Pensionato das Irmãs de Jesus Crucificado. | Ecletismo                          | n.c.                               | IDIH (2005)                                                | Rua Treze de Maio, 2272                                    |
| Sociedade São Vicente de Paulo Palacete Visconde da Cunha Bueno      | c. 1883   | A residência urbana do Visconde de Cunha Bueno, construída por volta de 1883, hospedou, em 1886, D. Pedro II e Dona Teresa Cristina. Em 1919, abrigou a Escola de Comércio de São Carlos, de Julien Fauvel. Desde meados do século XX, abriga os Vicentinos. | Neoclássico                        | n.c.                               | IDIH (2005), Comdephaasc (em tomb.), Condephaat (em tomb.) | Rua Treze de Maio, 2319                                    |
| Palacete Bento Carlos                                                | c. 1890   | O casarão de Bento Carlos, político e fazendeiro, pertenceu à família Arruda Botelho até 1942. Abrigou a Biblioteca Municipal, o Museu de São Carlos, um posto do INPS um ambulatório do IAPI (anos 1960), a farmácia do CEME (anos 1980), e um posto do INSS (anos 1990). Em 2000, foi readquirido pela família Arruda Botelho. Teve seu restauro concluído em 2005 e abrigou a Secretaria de Educação (2016-17). Hoje, encontra-se fechado. | Ecletismo                          | Pietro David Cassinelli (A, E)     | IDIH (2005), Comdephaasc (em tomb.), Condephaat (em tomb.) | Rua Treze de Maio, 2056                                    |
| Junta do Serviço Militar Residência Serafim Vieira de Almeida        | c. 1890   | Construído pelo coronel Paulino Carlos, o sobrado foi presente de casamento para sua filha Sebastiana de Arruda Botelho com o Dr. Serafim Vieira de Almeida. Em 1915, passou a abrigar os Correios e Telégrafos. Em 1933, foi sede da Faculdade de Direito Moraes de Barros. Atualmente, sedia a Junta do Serviço Militar. | Neoclássico                        | n.c.                               | IDIH (2005)                                                | Rua Treze de Maio, 2171                                    |
| Palacete Conde do Pinhal                                             | 1893      | Construído em 1893, o edifício foi a segunda residência urbana do Conde do Pinhal. Possuía uma chácara aos fundos, que chegava até a rua Municipal (atual Major José Inácio), onde hoje é um banco. Com sua morte, em 1901, o imóvel foi cedido às Irmãs do Santíssimo Sacramento, que nele instalaram o Colégio São Carlos (1906-1913). Adquirido pela municipalidade em 1918, o edifício foi sede do legislativo e do executivo, de 1921 e 1952. De 1952 a 2008, abrigou a prefeitura. De 2008 a 2016, foi sede da Secretaria de Educação. Após restauro, instalou-se, em novembro de 2017, o Centro de Formação dos Profissionais da Educação. | Ecletismo                          | Pietro David Cassinelli (A, E)     | Condephaat (1978), IDIH (2005)                             | Rua Conde do Pinhal, 2017                                  |
| Centro Odette dos Santos Residência Paulino Carlos                   | 1896      | Residência do Coronel Paulino Carlos de Arruda Botelho, político e fazendeiro, nela morou posteriormente seu genro, Serafim Vieira de Almeida. Nos anos 1960, foi sede do Liceu José Geraldo Keppe. Após vários usos, abriga, desde 2006 o Centro Municipal de Cultura Afro-Brasileira Odette dos Santos. | n.c.                               | n.c.                               | IDIH (2010)                                                | Rua Dona Alexandrina, 844                                  |
| Residência Camargo Penteado                                          | s. XIX    | Antes de morar na casa projetada por Ramos de Azevedo, o Major José Inácio de Camargo Penteado (1843-1915), fazendeiro e político, residiu neste edifício, cuja data de construção é incerta — sabe-se, entretanto, que seu pai, fazendeiro homônimo, já habitava na cidade em 1857. Foi adquirido posteriormente pelo industrial Carlos Facchina, que realizou algumas reformas. | n.c.                               | n.c.                               | IDIH (2005)                                                | Episcopal, 1323                                            |
| Vila Morumbi Vila Ferroviária                                        | s. XIX    | A antiga Vila Ferroviária (também chamada Coloninha FEPASA ou Vila Morumbi) foi construída para os ferroviários, no século XIX. As casas possuíam uma arquitetura hierarquizada, com a casa do mestre da linha em posição mais alta que a dos funcionários. Na década de 1920, com as locomotivas elétricas, foi instalada uma subestação de energia, além de casas para engenheiros e eletricistas. Nos anos 1960, surgiram as casas de madeira. | n.c.                               | n.c.                               | Comdephaasc (2012)                                         | Av. Morumbi, 7-605 / Inajá, s/n                            |
| Centro Educacional Diocesano La Salle Palacete Major José Inácio     | s. XX     | O palacete do Major José Inácio, construído no início do século XX, foi adquirido, em 1915, pela Mitra Diocesana. Em 1923, foi instalado no local uma escola primária. Em 1925, foi construída uma ala com mais salas de aula, e a escola passou a ser Ginásio e Internato. Em 1953, iniciou o Colegial, e o Internato foi fechado. Logo, a Mitra doou o prédio para os Lassalistas, que, de 1957 a 1961, construíram um novo prédio de quatro pavimentos, entre o palacete e a av. Pereira Lopes. | Ecletismo                          | Escritório de Ramos de Azevedo (A) | n.c.                                                       | Av. José Pereira Lopes, 252                                |
| Casa Ronald Golias                                                   | s. XX     | Residência da família do humorista Ronald Golias (1929-2995), até a mudança para São Paulo em 1940. Típica residência da classe trabalhadora do início do século XX. | Popular                            | n.c.                               | n.c.                                                       | Rua Geminiano Costa, 401                                   |
| Casa Amarela                                                         | 1900      | Residência que abrigou diversas famílias ao longo do tempo, recebeu, entre 1937 e 1938, um tabelionato e um consultório odontológico. Possui características de transição entre a arquitetura tradicional e o ecletismo. Apresenta pouca ornamentação, telhado com beiral, sem platibanda, cimalha e marcação sobre as aberturas. Conserva a volumetria e os caixilhos. | Tradicional; Ecletismo             | n.c.                               | n.c.                                                       | Rua Coronel Joaquim Cintra, s/n, Distrito de Santa Eudóxia |
| Residência Tolentino Residência Guimarães                            | 1912      | Edifício construído pelo engenheiro da CPEF, Arthur Clímaco Guimarães. Possui rica ornamentação, alpendre em ferro e vidro, além do uso de trilhos da ferrovia na estrutura dos pisos e porão. Foi também residência do professor Mário Tolentino, até os anos 2000. Adquirido pelo grupo Encalso Damha, foi restaurado e utilizado como sede da incubadora Instituto Inova. | Ecletismo                          | Arthur Clímaco Guimarães (E) [?]   | IDIH (2005)                                                | Rua Episcopal, 1393                                        |
| Bar Almanach Residência Reali                                        | 1914      | Residência de Ettore Reali, com projeto e execução de João Tunissi e seu filho. Foi reformada em 2003, passando a ser utilizada como bar e restaurante. | Ecletismo                          | João Tunissi (C)                   | IDIH (2016)                                                | Av. São Carlos, 2338                                       |
| Farmácia Natureza Casarão Cury                                       | c. 1920   | Em 1856, nesta esquina da rua do Commércio (atual av. São Carlos) com a rua do Riachuelo (depois rua da Matta, atual 13 de Maio), foi construída a primeira casa de tijolos e telha, por Antônio Carlos de Arruda Botelho, o Conde do Pinhal. Nela foi realizada a primeira sessão da Câmara Municipal, em 1865. Na casa vizinha, descendo a ladeira da avenida, funcionou a primeira cadeia pública. Ambas as casas foram demolidas em 1919 por João Bernocco, o qual construiu o atual sobrado. Posteriormente, o prédio tornou-se propriedade de Subhe Cury e Nahim Cury, nele funcionando o estabelecimento comercial Casa Brasileira, loja de tecidos, perfumaria e aviamentos. O andar superior, residência de Nahim, serviu de ponto de encontro da comunidade árabe local. Atualmente, o edifício é uma farmácia. | Ecletismo                          | n.c.                               | IDIH (2016)                                                | Av. São Carlos, 1635                                       |
| Residência Pedro Santini                                             | c. 1920   | Construída por Pedro Santini, imigrante italiano, funcionário da serraria Santa Rosa. | Neocolonial                        | n.c.                               | IDIH (2005)                                                | Rua Aquidaban, 397                                         |
| Residência Lastoria Residência Basso                                 | 1920      | Residência de Giovani Bassolo, ou João Basso, imigrante italiano, engenheiro da CPEF. Após sua morte, em 1960, sua sobrinha, Nanina Lastoria, passou a viver no imóvel. | Ecletismo; Renascentista; Colonial | n.c.                               | IDIH (2005)                                                | Rua Nove de Julho, 1301                                    |
| Residência Giongo                                                    | c. 1924   | A residência começou a ser construída em 1924, por Ivo Giongo, e pertencia ao conjunto da Serraria Giongo, como residência do administrador. Solta no lote, com jardim fronteiro, águas laterais, balaústres em cimento, além de tilojos aparentes, influência da arquitetura ferroviária. | n.c.                               | n.c.                               | IDIH (2010)                                                | Rua General Osório, 6                                      |
| Residência Accacio                                                   | c. 1930   | Edifício da família Accacio, de imigrantes italianos, com afastamento lateral ajardinado, cunhais revestidos de pedra e parte das paredes em tijolos à vista. | Neocolonial                        | n.c.                               | IDIH (2005)                                                | Rua Episcopal, 1704                                        |
| Residência Bombo                                                     | anos 1930 | Possui telhado movimentado, com amplos beirais, alpendres sobrepostos e ornamentos em cimento. Originalmente uma residência, abrigou por vários anos a Escola de Música Maestro João Seppe. Passou por algumas reformas, como a substituição do gradil e construção de garagem. | Ecletismo                          | n.c.                               | IDIH (2005)                                                | Rua Marechal Deodoro, 1522                                 |
| Residência Lobbe                                                     | c. 1940   | Residência solta no lote, apresenta beirais amplos, jardineiras sob vãos, alpendres e arcos revestidos em pedra bruta. O edifício foi construído por Antonio Adolfo Lobbe, ex-prefeito, em terreno do antigo patrimônio da Indústria Giometti, cedido à sua esposa Maria Maffei Lobbe por Miguel Giometti, tio de Maria. | Neocolonial                        | n.c.                               | IDIH (2005)                                                | Rua Bento Carlos, 230                                      |
| Donna Léo Residência Samuel Valentie de Oliveira                     | 1948      | Construída em estilo "colonial mexicano", tem implantação solta no lote, com amplos recuos. Foi construída para o médico e político Samuel Valentie de Oliveira, e possui ornamentos de ferro da serralheria de Ercílio Mastrofrancisco, além de madeira da Fazenda Santa Rufina (Ibaté), tratada na serraria Giongo. | Neocolonial                        | Djalma Kehl (E), Álvaro Giongo (C) | IDIH (2005)                                                | Rua Nove de Julho, 1643                                    |
| Residência Corsi                                                     | c. 1950   | Projetada pelo arquiteto Rubens Corsi para seu irmão, Tarqüino, é um sobrado solto no lote, com vários volumes, planos e vazados. Possui mural com pastilhas de vidro de Pastorin. Em 2004, tornou-se um estabelecimento comercial, alterando-se alguns elementos do prédio, como o gradil. | Moderno                            | Rubens Corsi (A, E)                | IDIH (2005)                                                | Rua São Joaquim, 1680                                      |
| Residência Nilceia Bianco Residência Ptak                            | c. 1950   | Construída pelo vienense George Ptak, funcionário da Lápis Johann Faber, pioneiro na fabricação de esferográficas no país, a residência possui pedra lavrada nos muros, arcos com molduras e telhados com beirais. | Neocolonial                        | n.c.                               | IDIH (2005)                                                | Rua Quinze de Novembro, 1630                               |
| Residência Castro Lima                                               | 1973      | Projetada pelo arquiteto Gastão de Castro Lima como sua própria casa, possui dois níveis principais (área social e íntima) articulados a partir da lareira, e outros níveis intermediários (estúdio e ateliê), além de um volume circular (banheiros). Originalmente, não possuía portão, e vários elementos eram em concreto aparente. | Moderno                            | Gastão de Castro Lima (A)          | IDIH (2005)                                                | Rua Visconde de Inhaúma, 1344                              |
| Centro Integrado de Turismo Casarão Eugênio Franco                   | n.c.      | Originalmente era residência de Sebastião de Abreu Sampaio, cofundador da Empresa Teatral Paulista e proprietário de uma garagem próxima ao local. Foi vendida em 1910 a Eugênio Franco de Camargo, prefeito entre 1920 e 1923. Nos anos 2000, abrigou o Centro Integrado de Turismo. | Ecletismo; Art nouveau             | n.c.                               | IDIH (2005)                                                | Rua Treze de Maio, 2102                                    |
| Secretaria de Infância e Juventude Residências Damha                 | n.c.      | Residências geminadas, com platibanda e porão baixo. Fachada com ritmo pontuado, ora imitando tijolos, ora lisa e recuada. Passou por algumas reformas, como a substituição da porta e duas janelas, e a construção de um alpendre. | Ecletismo                          | n.c.                               | IDIH (2010)                                                | Rua Dona Alexandrina, 852, 864                             |
| Prédio Bergamaschi                                                   | n.c.      | Originalmente uma residência, o edifício é alinhado à calçada, possui porão utilizável, platibanda movimentada e ornamentada, entrada lateral com alpendre em ferro e vidro, janelas com ornamentos florais em cimento. Volumetria, gradil e ornamentos são originais, embora a caixilharia tenha sido modificada. | Ecletismo                          | n.c.                               | IDIH (2010)                                                | Rua Dona Alexandrina, 878                                  |
| Residência João Ferreira                                             | n.c.      | Residência de esquina, construída por João Ferreira, irmão de Oscar Ferreira, cônsul português em São Carlos. Possui telhado movimentado e alpendres superiores. Porém, um dos alpendres originais foi fechado. Foi sede do Centro de Atenção Psicossocial (CAPS) e, hoje, é um estabelecimento comercial. | Ecletismo; Neocolonial             | n.c.                               | IDIH (2005)                                                | Riachuelo, 171 x Geminiano Costa, 172                      |
| Padaria Leopoldina Residência Galli                                  | n.c.      | Residência da professora Dalila Galli, é uma edificação solta no lote, com porão. Telhado movimentado, com beiral forrado. Passou por uma reforma em 2009, tornando-se estabelecimento comercial. | Ecletismo                          | n.c.                               | IDIH (2005)                                                | Av. Dr. Carlos Botelho, 1768                               |
| Restaurante Cabanha Residência Militão                               | n.c.      | Edifício adquirido por José Rodrigues de Lima. Com sua morte, em 1934, tornou-se residência de seu filho, Antônio Militão de Lima, prefeito entre 1931 e 1932. Passou por obras de reformas, tornando-se um restaurante em 2011. | Ecletismo; Neoclássico             | n.c.                               | IDIH (2005)                                                | Rua Episcopal, 1661                                        |
| Casa do Advogado Residência Cruz Penalva                             | n.c.      | Originalmente propriedade do ferroviário Joaquim da Cruz Penalva, foi habitada também, segundo a tradição oral, pelo casal Otaviano da Costa Vieira e Adélia da Cunha Vieira, irmã de Euclides da Cunha. Foi adquirida, nos anos 1980, por um grupo de advogados, e revendida para a OAB. É uma edificação alinhada à calçada, com afastamento lateral, onde existia um jardim, e possui porão utilizável, platibanda, ornamentação original, como cimalhas, o frontão triangular, tímpanos sobre as janelas de madeira, e cunhais. | Ecletismo                          | n.c.                               | IDIH (2010)                                                | Rua Dona Alexandrina, 992                                  |
| Escritório Regional de Integração                                    | n.c.      | O imóvel já pertenceu ao extinto IAPAS, e foi adquirido pela Prefeitura em 1990. Nos anos 2000, abrigou a Central de Penas e Medidas Alternativas (CPMA). Nos fundos da casa, funcionou uma base do Corpo de Bombeiros, desativada recentemente. Atualmente, é ocupada por um setor da Secretaria Municipal de Transporte e Trânsito, e pelo Escrtório Regional do Planejamento, do governo estadual (antigo Escritório Regional de Integração). | Ecletismo; Neocolonial             | n.c.                               | IDIH (2005)                                                | Rua Riachuelo, 172                                         |

### Edifícios verticais
| Imóvel                                                  | Ano  | Descrição | Tipo        | Estilo  | Projeto                                               | Proteção legal | Logradouro                                                    |
| ------------------------------------------------------- | ---- | --- | ----------- | ------- | ----------------------------------------------------- | -------------- | ------------------------------------------------------------- |
| Edifício Irmãos Stella                                  | 1949 | Foi o primeiro edifício com mais de dois pavimentos na cidade. | Residencial | n.c.    | n.c.                                                  | IDIH (2016)    | General Osório, 939, 943                                      |
| Edifício E1 da USP                                      | 1956 | O atual campus da USP foi instalado numa área cedida pela municipalidade em 1952, onde antes havia o Posto Zootécnico (ao sul), a Vila Hansen (na área central) e o Matadouro Municipal (ao norte). O edifício E1, no centro do campus, começou a ser construído em 1954, sendo utilizado a partir de 1956. Foi projetado pelos arquitetos Ernst Mange e Hélio Duarte, auxiliados pelos estagiários Ariaki Kato e Léo Nishikawa. Com um vão livre no térreo e outros três pavimentos, é um marco da arquitetura moderna da cidade, tendo por princípios a racionalidade, funcionalidade, flexibilidade dos espaços e utilização de materiais da tecnologia modena, como o concreto armado, aço e vidro. | Uso público | Moderno | Ernst Mange (A), Hélio Duarte (A)                     | IDIH (2005)    | Dr. Carlos Botelho, 1465 / Av. Trabalhador São-Carlense, 400) |
| Edifício Conde do Pinhal                                | 1961 | Projetado para a agência do Banco de São Paulo S.A. e escritórios, possui oito pavimentos, estrutura em concreto armado, repetição de pavimentos-tipo, fachada envidraçada e janelas envidraçadas, com estruturas metálicas para controle da luz. | Comercial   | Moderno | Maurício Kogan (A), Joaquim Procópio de Araújo (E, C) | IDIH (2010)    | Rua Major José Inácio, 2050                                   |
| Paço Municipal – Edifício Sesquicentenário Grande Hotel | 1962 | Construído entre 1954 e 1962, seu projeto foi objeto de concurso da Prefeitura. Passou por duas grandes reformas nas décadas de 1970 e 1980. Adquirido pela municipalidade em 2004, passou por readequações e pela recuperação de alguns elementos originais do edifício. Em 2007, tornou-se sede da Prefeitura. | Uso público | Moderno | Lucjan Korngold (A)                                   | IDIH (2005)    | Rua Episcopal, 1575                                           |

### Praças
| Imóvel                                              | Ano  | Descrição | Estilo | Projeto                | Proteção legal                                             | Logradouro |
| --------------------------------------------------- | ---- | --- | ------ | ---------------------- | ---------------------------------------------------------- | ---------- |
| Praça Elias Salles Largo Santa Cruz                 | 1877 | Entre 1877 e 1926, a praça abrigou a capela de Santa Cruz, derivando daí seu antigo nome. Posteriormente, foi renomeada em homenagem ao prefeito Elias Sales, o Nhozinho Salles (1883-1937). | n.c.   | n.c.                   | n.c.                                                       | Idem       |
| Praça Coronel Salles Largo Municipal                | 1883 | O antigo Largo Municipal, renomeado em homenagem ao político coronel José Augusto de Oliveira Salles, o Nhonhô Sales (n. 1858), abrigou importantes edifícios públicos ao longo dos séculos XIX e XX, como a antiga Câmara Municipal (demolida), o Fórum e Cadeia (atual Câmara), o primeiro Grupo Escolar (o Paulino Carlos), e o primeiro teatro (Theatro São Carlos). | n.c.   | n.c.                   | n.c.                                                       | Idem       |
| Praça Coronel Paulino Carlos Botelho Jardim Público | 1895 | Projetado pelo engenheiro Cristóvão Caramuru, o Jardim Público foi inaugurado em 1895, contando com um coreto (construído pelo empreiteiro Attilio Picchi), jardins e gradil. Em 1900, foram construídos um espelho d'água com um repuxo de mármore, e um quiosque em alvenaria. Em 1908, recebeu seu atual nome, em homenagem ao político são-carlense da família Botelho. Nos anos 1930, o coreto foi demolido, dando lugar a uma fonte luminosa. Além de árvores centenárias, nativas e exóticas, há diversos monumentos: a lápide em homenagem Anita e Giuseppe Garibaldi, fixada no quiosque em 1910; a placa da visita dos reis da Bélgica ocorrida em 1920, instalada em 1955; o obelisco do centenário da cidade e a estátua do Conde do Pinhal, ambos de 1957; o monumento dos poetas Cecília e Clóvis Pacheco (anos 1990); e o busto de Bento Carlos de Arruda Botelho (meados do s. XX). | n.c.   | Cristóvão Caramuru (E) | IDIH (2005), Comdephaasc (em tomb.), Condephaat (em tomb.) | Idem       |
| Praça da ARCESP (Balão do Bonde)                    | 1915 | A praça, existente desde 1915, era um antigo ponto terminal de uma linha de bondes (o "Balão do Bonde"). Foi denominada Praça da ARCESP em 1948, em homenagem à Associação dos Representantes Comerciais do Estado de São Paulo, fundada em 11 de janeiro de 1930, na cidade. Em 2008, recebeu o bonde anteriormente exposto na Praça Pedro de Toledo, após restauração. | n.c.   | n.c.                   | n.c.                                                       | Idem       |
| Praça do Mercado Praça Santos Dumont                | 1929 | O local, originalmente uma várzea do rio Gregório, era próximo à residência ou herma de Jesuíno de Arruda, a Chácara do Brejo, demolida. Em 1903, recebeu, à margem esquerda do rio, o antigo Mercado Municipal (demolido nos anos 1960). Em 1913, planejava-se transformar em lago a várzea. No entanto, a área foi ajardinada em 1929, nomeada Praça Santos Dumont. Ela abrigava o busto em homenagem à Jesuíno de Arruda, além do busto de Germano Fehr, cuja instalação nos anos 1940 foi um episódio curioso, pela contrariedade apresentada pelo povo na época. Nos anos 1960, a praça deu lugar ao novo Mercado Municipal (à margem direita do rio) e seu estacionamento, sendo transferidos seus monumentos: o busto de Jesuíno foi para a Vila Prado (tendo sido furtado em 2017), enquanto o busto de Germano Fehr foi para a Praça dos Voluntários. Foi instalada, em meados do século XX, uma estátua de corpo inteiro de Jesuíno, ainda mantida na praça, embora deslocada de seu local original. Nos anos 2000, o estacionamento do Mercado foi eliminado, e o rio Gregório foi canalizado no trecho, dando espaço para a nova Praça do Mercado, renomeada em 2002 como Praça Maria Apparecida Resitano. | n.c.   | n.c.                   | n.c.                                                       | Idem       |
| Praça dos Voluntários Praça Siqueira Campos         | 1933 | A antiga Praça Siqueira Campos, de 1933, foi renomeada como Praça dos Voluntários em 1936, ano em que foi inaugurado o monumento aos combatentes na Revolução de 1932. Em 1957, o o monumento tornou-se mausoléu, recebendo os restos mortais dos quatro são-carlenses mortos no conflito. Abriga também o busto de Germano Fehr, industrial da cidade, originalmente instalado na Praça Santos Dumont. | n.c.   | n.c.                   | n.c.                                                       | Idem       |
| Praça Pedro de Toledo (Praça da Piscina Municipal)  | 1934 | Abrigava a antiga Piscina Municipal, desativada nos anos 1980, cujo imóvel anexo (vestiários, lanchonete, administração) é utilizado desde 2017 pela Biblioteca Amadeu Amaral. Com o fim das linhas de bondes, nos anos 1960, a praça recebeu um bonde, que ficou nela exposto até os anos 2000. Em 2008, foi construído um Orquidário Municipal no local, hoje abandonado. | n.c.   | n.c.                   | n.c.                                                       | Idem       |
| Praça Dr. Christiano Altenfelder Silva (Praca XV)   | 1951 | A praça da rua Quinze de Novembro (antiga rua da Raia) era originalmente um hipódromo, no início do século XX. Em 1951, recebeu seu nome atual, Praça Dr. Christiano Altenfelder Silva, que atuou na fundação da USP em 1934 e foi responsável pela instalação da primeira maternidade de São Carlos. | n.c.   | n.c.                   | n.c.                                                       | Idem       |